# Castrignano de' Greci
Castrignano de' Greci è un comune italiano di 3 629 abitanti della provincia di Lecce in Puglia.
Situato nel Salento, appartiene alla storica regione della Grecìa salentina, un'isola linguistica di nove comuni in cui si parla il grico, un antico idioma di origine greca.

## Geografia fisica

### Territorio
Il territorio del comune di Castrignano de' Greci, che si estende nella parte centrale della provincia di Lecce per 9,52 km², è totalmente pianeggiante. È situato sul calcare magnesifero che si addossa sul calcare compatto nella parte nord-orientale del suo territorio. Il nucleo urbano è posizionato a 90 m s.l.m.; dista 26,3 km dal capoluogo, 18 km da Otranto e 34 km da Gallipoli. La morfologia pianeggiante del territorio e il clima mite favoriscono la coltivazione di piante tipiche dell'area mediterranea. Il centro è circondato da terre coltivate con alberi di ulivo, fichi, mandorli e vigneti.
Confina a nord con il comune di Martano, a est con il comune di Carpignano Salentino, a sud con i comuni di Cannole, Bagnolo del Salento, Cursi e Melpignano, a ovest con il comune di Corigliano d'Otranto.
- Classificazione sismica: zona 4 (sismicità molto bassa), Ordinanza PCM n. 3274 del 20/03/2003

### Clima
Dal punto di vista meteorologico Castrignano de' Greci rientra nel territorio del Salento orientale che presenta un clima mediterraneo, con inverni miti ed estati caldo umide. In base alle medie di riferimento, la temperatura media del mese più freddo, gennaio, si attesta attorno ai +9 °C, mentre quella del mese più caldo, agosto, si aggira sui +24,7 °C. Le precipitazioni, frequenti in autunno ed in inverno, si attestano attorno ai 626 mm di pioggia/anno. La primavera e l'estate sono caratterizzate da lunghi periodi di siccità.
Facendo riferimento alla ventosità, i comuni del Salento orientale sono influenzati fortemente dal vento attraverso correnti fredde di origine balcanica, oppure calde di origine africana.
| Castrignano de' Greci      | Mesi | Mesi | Mesi | Mesi | Mesi | Mesi | Mesi | Mesi | Mesi | Mesi | Mesi | Mesi | Stagioni | Stagioni | Stagioni | Stagioni | Anno |
| Castrignano de' Greci      | Gen  | Feb  | Mar  | Apr  | Mag  | Giu  | Lug  | Ago  | Set  | Ott  | Nov  | Dic  | Inv      | Pri      | Est      | Aut      | Anno |
| -------------------------- | ---- | ---- | ---- | ---- | ---- | ---- | ---- | ---- | ---- | ---- | ---- | ---- | -------- | -------- | -------- | -------- | ---- |
| T. max. media (°C)         | 12,6 | 13,2 | 15,0 | 18,3 | 22,6 | 26,8 | 29,2 | 29,6 | 26,2 | 21,8 | 17,6 | 14,2 | 13,3     | 18,6     | 28,5     | 21,9     | 20,6 |
| T. min. media (°C)         | 5,6  | 5,8  | 7,2  | 9,5  | 13,1 | 17,0 | 19,5 | 19,9 | 17,3 | 13,7 | 9,9  | 7,1  | 6,2      | 9,9      | 18,8     | 13,6     | 12,1 |
| Precipitazioni (mm)        | 71   | 60   | 65   | 40   | 33   | 20   | 16   | 22   | 49   | 80   | 97   | 74   | 205      | 138      | 58       | 226      | 627  |
| Umidità relativa media (%) | 78,7 | 78,2 | 77,8 | 77,3 | 76,2 | 72,9 | 70,9 | 72,4 | 76,5 | 79,2 | 80,5 | 80,3 | 79,1     | 77,1     | 72,1     | 78,7     | 76,7 |

- Classificazione climatica di Castrignano de' Greci:[6]
  - Zona climatica: C
  - Gradi giorno: 1252

## Origini del nome
Il toponimo potrebbe derivare dalla parola latina castrum. Infatti, con la conquista romana della penisola salentina, conclusasi intorno al 260 a.C., i Romani insediarono un accampamento militare (Praesidium Castrinianum). Un'altra ipotesi, farebbe derivare il nome da Castrinius, il centurione romano al quale fu affidato il territorio. L'etimologia potrebbe anche ricondurre al vocabolo greco Κάστρον (Kástron) che significa castello. A sostegno di ciò il paese è detto Castrignano dei Greci, a differenza di Castrignano del Capo.

## Storia
Le origini di Castrignano de' Greci sono molto discusse e legate anche a leggende popolari. Secondo la tradizione, ripresa dallo storico Cosimo De Giorgi, la fondazione del paese è attribuita ai posteri dei Candioti di Minosse o dagli Ateniesi e Cretesi seguaci di Giapige. Secondo Domenico De Rossi la fondazione avvenne con la colonizzazione greca del Salento, durante il periodo della Magna Grecia. L'ipotesi più avvalorata è quella che i Romani, conquistata la penisola salentina nel III secolo a.C., favoriti dalla presenza di acque, vi abbiano istituito un loro presidio militare ("Praesidium Castrinianum" oppure "Castrinius").
Tra il IX ed il X secolo, sotto il dominio dei bizantini che diffusero le loro leggi, le loro usanze e la loro lingua, Castrignano divenne un casale fortificato e fu costruito un castello. La lunga permanenza bizantina è ancora visibile in alcune usanze e soprattutto nella lingua locale, il grico. Castrignano conservò il rito religioso greco fino al 1614. Con i Normanni, il casale, divenuto parte della Contea di Soleto, venne donato da Tancredi d'Altavilla a Pietro Indrimi nel 1190. Nel corso dei secoli il feudo passò sotto il controllo di varie famiglie feudatarie come i De Persona, i Prato, gli Acaya, i Brayda, i Guarini, i Marescallo e infine fu di proprietà dei baroni Gualtieri che ne mantennero il possesso fino all'eversione della feudalità nel 1806.

### Simboli
Lo stemma e il gonfalone sono stati concessi con decreto del presidente della Repubblica dell'11 ottobre 1983.
Profilo araldico dello stemma:
Profilo araldico del gonfalone:

## Monumenti e luoghi d'interesse

### Architetture religiose

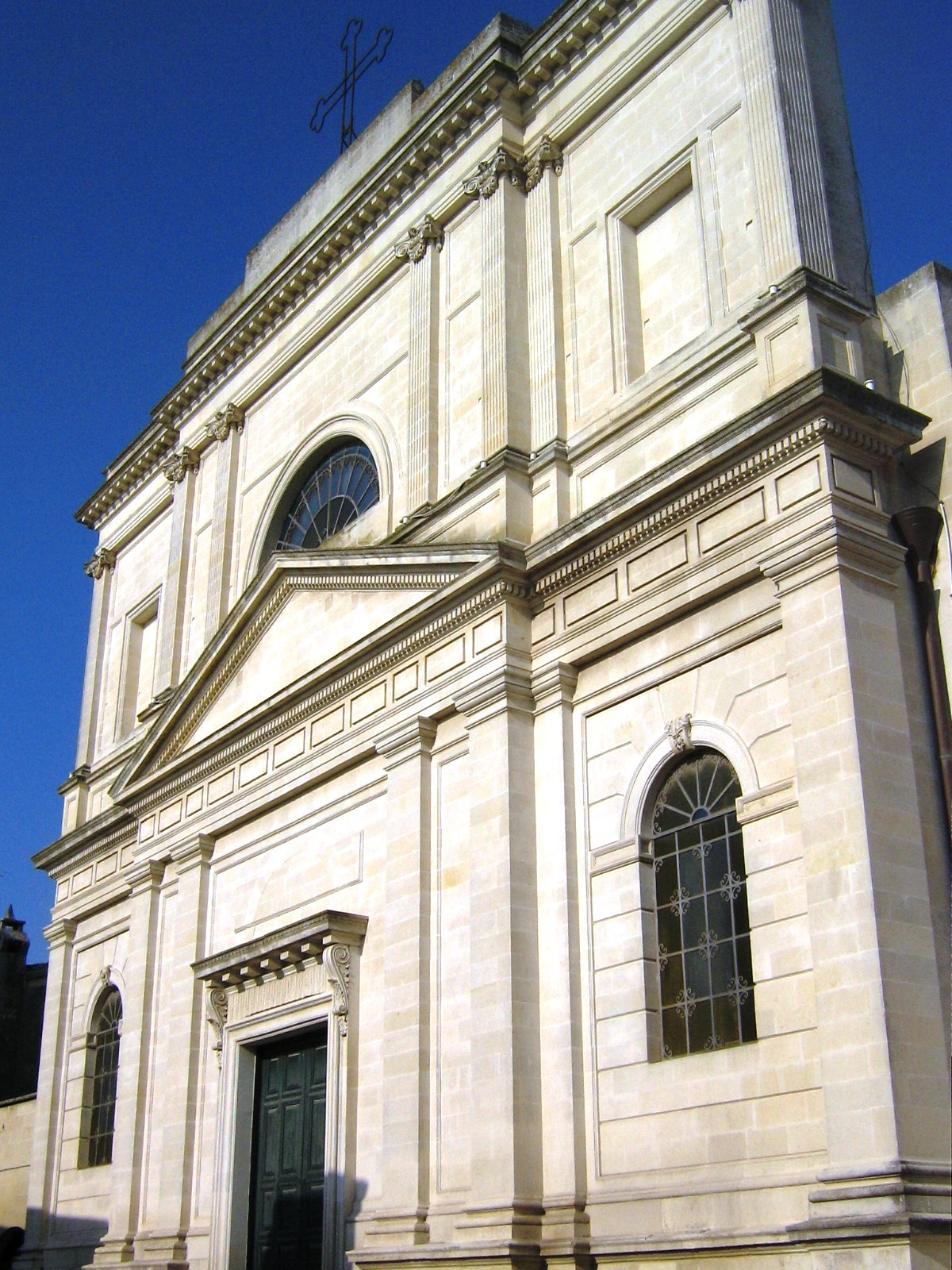
Chiesa madre

- Chiesa madre dell'Annunziata, fu costruita nel 1878 sulle fondamenta di una preesistente risalente al XVI secolo. L'aumento demografico registrato in paese costrinse il sindaco e il parroco del tempo ad abbattere la vecchia struttura e a costruirne una nuova più ampia. Dalle fonti storiche si conosce che l'antica struttura comprendeva cinque altari (quello maggiore più quelli laterali dedicati all'Immacolata, a sant'Antonio da Padova, a san Nicodemo da Cirò e alla Madonna di Costantinopoli) e un fonte battesimale per immersione secondo il rito greco. Oggi rimangono soltanto le epigrafi sul frontone della porta maggiore e sulla porta del coro, recanti entrambe la data 1575. L'edificio, edificato dal maestro Rocco Stomeo su disegno dell'architetto Federico Elmo di Lecce, ha una pianta a croce latina, sormontata da una grande cupola, con tre cappelle laterali intercomunicanti. Nell'abside si colloca un altare maggiore in marmo policromo dedicato all'Annunziata che ospita la tela dell'artista foggiano Saverio Altamura. Altre dodici tele dell'Altamura sono posizionate nelle cappelle laterali e sono datate 1892. Sulla cantoria è presente un organo in legno costruito dal Mentasti di Napoli nel 1900. All'esterno svetta il campanile a tre piani con la cupola coperta da mattonelle di maiolica. In seguito a un grave pericolo scampato dagli abitanti del paese il 23 agosto 1898, la chiesa è dedicata anche a sant'Antonio da Padova per devozione popolare.

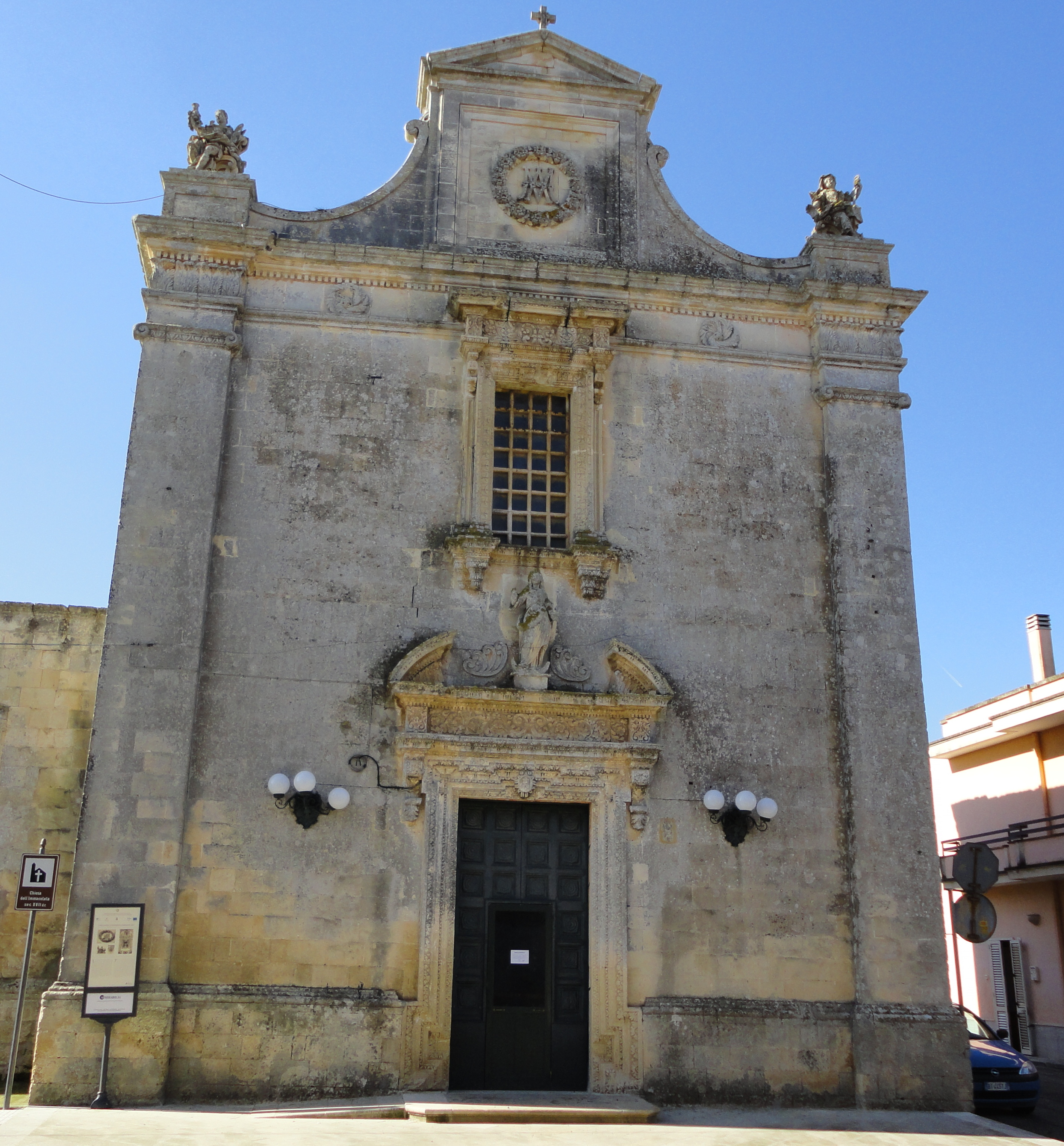
Chiesa dell'Immacolata

- Chiesa dell'Immacolata, fu edificata nel 1650, come indicato dall'epigrafe posta sull'architrave dell'ingresso. La facciata presenta un sobrio portale con timpano arcuato sormontato dalla statua dell'Immacolata. La sommità è ingentilita da un rosone con motivi floreali e due lettere AM che costituiscono la dedica a Maria. Sulla sommità delle paraste, agli angoli della facciata, svettano due statue femminili. L'interno possiede una pianta ad aula unica che culmina in un pregevole altare barocco attribuito all'architetto leccese Giuseppe Zimbalo. L'altare maggiore, dorato e finemente decorato in stile barocco, ha quattro colonne di cui due tortili, adornato da numerosi putti e sormontato da una grande tela ad olio raffigurante la Madonna Immacolata. In cima troneggia un Cristo risorto in legno. La copertura a botte, interamente dipinta, presenta al centro una stella, soluzione architettonica di tradizione salentina. Lungo le pareti laterali una serie di medaglioni dipinti con cornici in stucco illustrano i momenti della vita della Vergine Maria. Sopra il portale d'ingresso troneggia la cantoria lignea settecentesca.
- Chiesa Madonna dell'Arcona, sorge nell'area cimiteriale fuori dal centro abitato. Fu eretta nel 1731 in seguito al ritrovamento di un'icona bizantina della Vergine col Bambino e alla guarigione di uno storpio avvenuta nel 1725. La facciata è scandita da quattro lesene raccordate in sommità da un cornicione di coronamento. Fra le due paraste centrali si apre il portale d'ingresso riccamente decorato con motivi vegetali e sormontato da un timpano ad arco interrotto che presenta un'epigrafe in ricordo del miracolo del paralitico. In asse con il portale è una piccola finestra anch'essa decorata con motivi vegetali. L'interno si presenta a navata unica, coperta da una volta a botte lunettata, con due altari. L'altare maggiore, realizzato in stile barocco, è caratterizzato da quattro colonne tortili ed è decorato con angeli e statue di santi. Al centro è ospitata una tela settecentesca della Madonna e in alto, un ovale, custodisce l'affresco bizantino della Vergine col Bambino, venerata sotto il titolo dell'Arcona. L'appellativo trae origine dal termine greco Arcontissa che vuol dire Regina. Il secondo altare è dedicato a santa Filomena[non chiaro].
- Cripta di Sant'Onofrio, risalente al VI secolo, costituisce il più antico luogo di culto del paese. Interrata negli ultimi anni del XIX secolo dopo la demolizione dell'omonima chiesa sovrastante, fu riportata alla luce nel 1965. La cripta è costituita da due ambienti ipogei a cui si accede attraverso due rampe di scale convergenti in un ambiente, riservato ai fedeli, sorretto da diciotto colonne di pietra leccese, frutto di interventi effettuati nel XVI secolo. L'interno presenta un altare a blocco scolpito nella pietra, alcune tombe con resti umani, silos per la conservazione del grano, un cinquecentesco fonte battesimale e un'acquasantiera incastonata nella roccia recante la data in lettere greche IBYZ (1275). Tra le tracce di affreschi superstiti è possibile ammirare una Vergine col Bambino, una figura femminile e un santo anonimo ascrivibili al XVI-XVIII secolo[14].
- Cappella della Madonna Addolorata, fu edificata nel XIX secolo ed è di proprietà della famiglia Monosi. All'interno, nell'unica navata, si conservano dei recenti dipinti e un altare maggiore sormontato dal quadro della Madonna Addolorata. È presente una statua in cartapesta di santa Lucia costruita a Lecce.

#### Altre chiese
- Cappella di San Rocco, fu ricostruita nel XIX secolo su una struttura precedente.
- Cappella di San Vito, edificata nel XVIII secolo, presenta un altare in pietra con un dipinto del Santo.
- Cappella di San Leonardo, fu abbattuta nel 1975 e ricostruita negli anni novanta con un impianto planimetrico a navata unica.
- Cappella di Santa Rita da Cascia, fu edificata nel 1967.

### Architetture militari

#### Castello

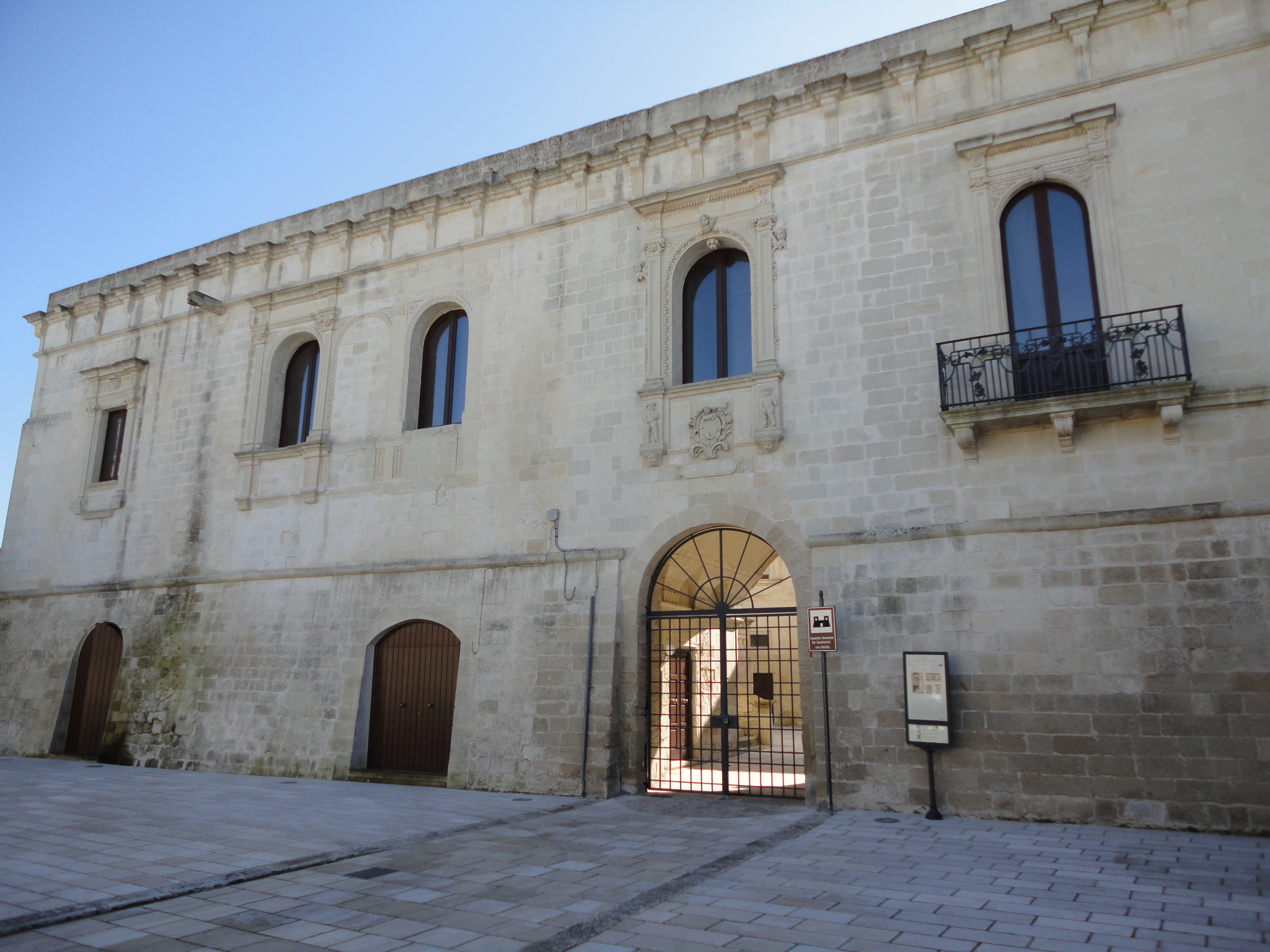
Castello

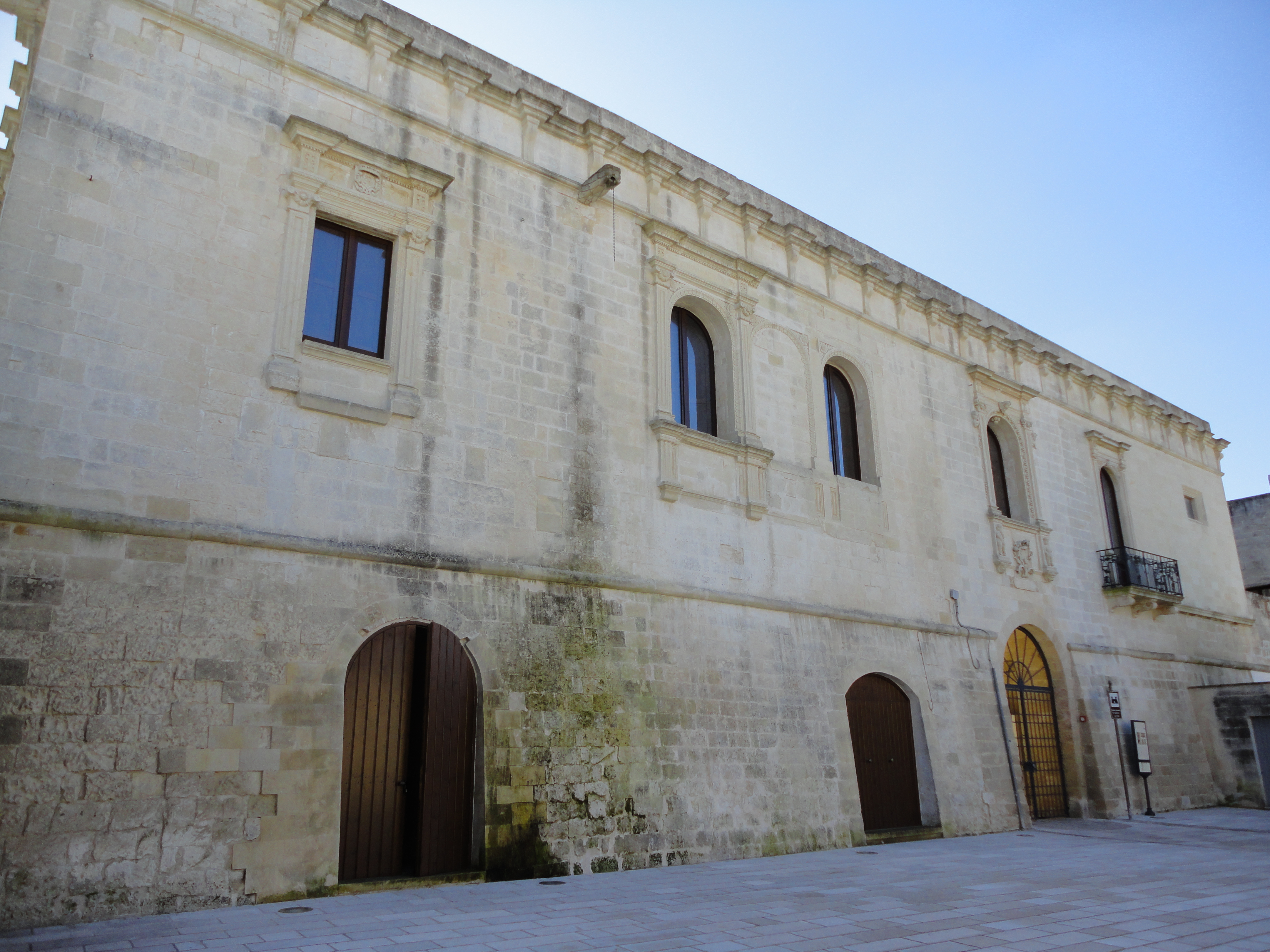
Castello

Il castello, di origine medievale, fu riedificato nel XVI secolo per volere della famiglia Gualtieri, come ricorda l'epigrafe sopra il portale: NICOLAUS EX ANTIQUISS. FAMILIA DE GUALTERIIS F.F. A pianta rettangolare con base scarpata, si articola su due livelli divisi esternamente da un toro marcapiano. Nel Settecento è stato oggetto di numerosi rimaneggiamenti volti a ingentilirne il prospetto e il cortile interno. Nelle fonti viene ricordato come eccellente strumento di difesa, con un fossato, ancora visibile nell'Ottocento, e le cannoniere strombate disposte al piano terra per spazzare il lato a ovest e a sud. Verso est, un'epigrafe fu fatta apporre dal feudatario Giovanni Donato Prato per ammonire i nemici provenienti dal mare: 1618 FORTIS [...] INDOMITU (S). Sulla facciata sono leggibili tre  frasi  propiziatorie: (1)"Procul Thaumantia proles": Lontana [da noi] la prole di Taumante (le Arpie, figlie di Taumante, portatrici di disgrazie). (2) "Dulcior cum pulvere palma: La vittoria è più dolce se ottenuta con la polvere (col sudore, la fatica). (3)"Ne quid invita Minerva": Nulla sia fatto contro il parere di Minerva" (Minerva, dea della saggezza).
Interessanti sono i doccioni zoomorfi e quello bicefalo rivolto verso sud. All'interno si distingue il portale adorno di motivi floreali, angeli e mascheroni che dal piano terra, dove trovavano posto le scuderie, il forno e i magazzini, conduce al piano nobile. Il castello venne acquistato agli inizi del XX secolo dalla famiglia  Mangia, che ne ingrandì il piano nobile edificando l'ala orientale superiore del palazzo, precedentemente adoperata dai Gualtieri come terrazza, e ingrandendo e porticando in pietra leccese la signorile scalinata che funge ancora oggi da ingresso principale al primo piano, attualmente adibito ad uffici pubblici. Il castello è adesso proprietà comunale e viene utilizzato per eventi e pubbliche utilità.

### Architetture civili
- Case a corte

### Altro

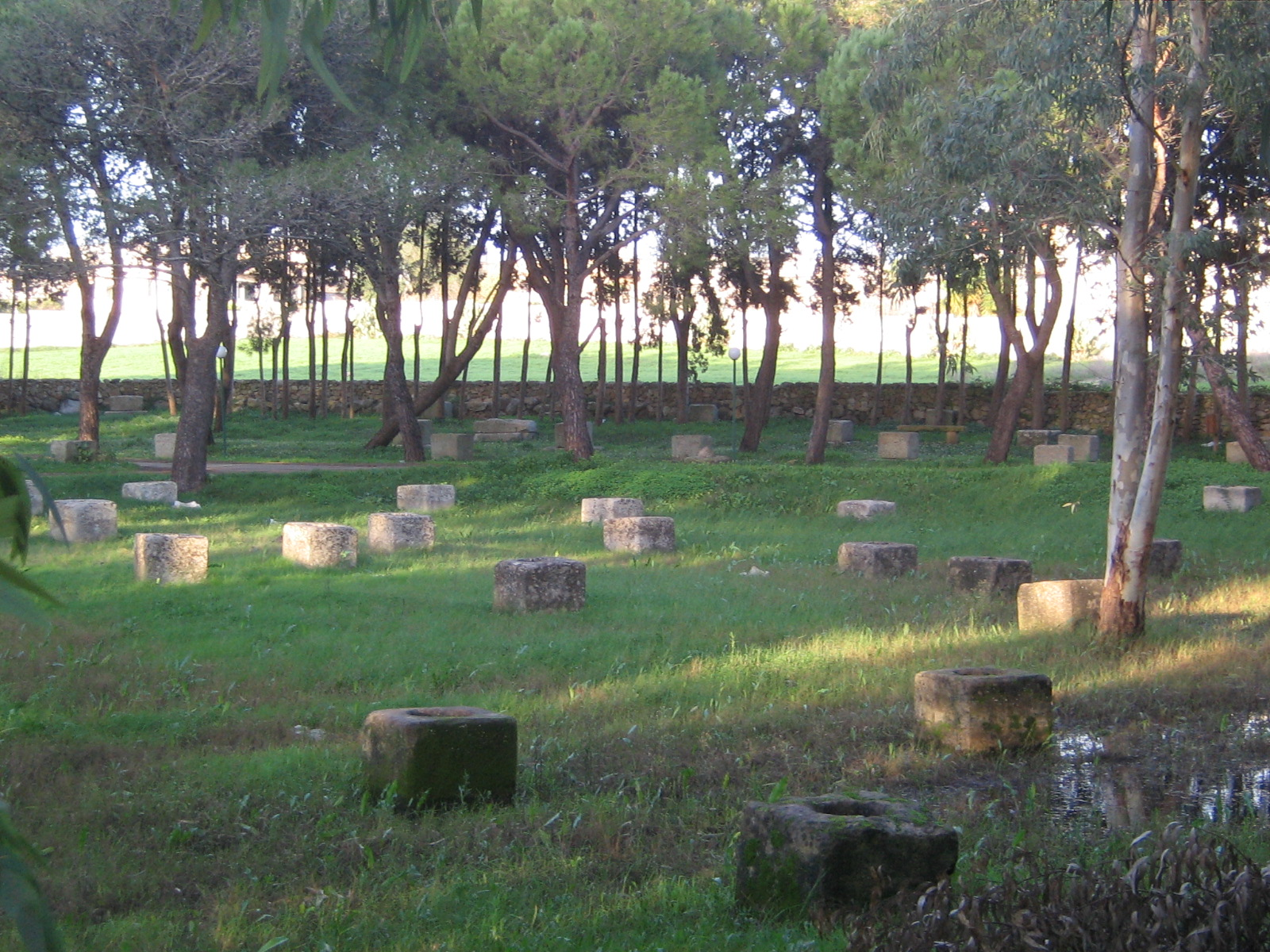
Pozzelle

#### Pozzelle
Le pozzelle (in grico ta fréata) sono un raggruppamento di piccoli serbatoi per la raccolta dell'acqua. Le pozzelle, scavate nella roccia friabile in una naturale depressione del terreno, venivano rivestite con pietre di calcare permeabile in modo tale da permettere alle acque piovane di filtrare. Hanno una profondità variabile dai quattro ai sei metri e una forma ad imbuto capovolto. Alla sommità presentano un grosso blocco lapideo forato al centro da cui si prelevava l'acqua.
La dolina, ospitante circa un centinaio di piccoli pozzi, è oggi un parco attrezzato posto nelle immediate vicinanze del centro storico. Le pozzelle esistenti permettono di scorgere i solchi lasciati dalle catene e dalle funi che per secoli hanno sollevato i secchi per l'acqua o gli incavi circolari per poggiarvi le brocche. Accanto ai pozzi si trovano inoltre alcune pile in pietra, utilizzate un tempo per abbeverare i cavalli o il gregge.

## Società

### Evoluzione demografica
Abitanti censiti

### Etnie e minoranze straniere
Al 31 dicembre 2020 a Castrignano de' Greci risultano residenti 89 cittadini stranieri. Le nazionalità principali sono:

Dislocazione dei comuni della Grecìa Salentina

- Romania - 15
- Nigeria - 15

### Lingue e dialetti
A Castrignano de' Greci, comune della Grecìa Salentina, oltre al dialetto salentino, si parla il grico.
Il grecanico o grico è un dialetto (o gruppo di dialetti) di tipo neo-greco residuato probabilmente di una più ampia e continua area linguistica ellenofona esistita anticamente nella parte costiera della Magna Grecia. I greci odierni chiamano la lingua Katoitaliótika (Greco: Κατωιταλιώτικα, "Italiano meridionale"). La lingua, scritta in caratteri latini, presenta punti in comune con il neogreco e nel frattempo vocaboli che sono frutto di evidenti influenze leccesi o comunque neolatine.

## Cultura

### Istruzione

#### Biblioteche
- Biblioteca Comunale[17].

#### Scuole
Nel comune di Castrignano dei Greci hanno sede una Scuola dell'infanzia, una Scuola primaria e una Scuola secondaria di primo grado appartenenti al locale Istituto Comprensivo Statale. È presente anche una scuola dell'infanzia paritaria.

## Economia
L'agricoltura è alla base della economia del paese: olivo e vigneti sono le colture principali. Per buona parte del Novecento rappresentò l'unica fonte di sostentamento per gli abitanti del luogo. Attualmente l'economia poggia anche sul commercio ambulante di tessuti e abbigliamento e sul settore turistico.

## Infrastrutture e trasporti

### Strade
I collegamenti stradali che interessano il comune sono:
- Strada statale 16 Adriatica;
- Strada Provinciale 35, Castrignano de' Greci-Corigliano d'Otranto;
- Strada Provinciale 36, Melpignano-Castrignano de' Greci-Martano;
- Strada Provinciale 153, Castrignano de'Greci-Carpignano Salentino.

## Amministrazione
Di seguito è presentata una tabella relativa alle amministrazioni che si sono succedute in questo comune.
| Periodo        | Periodo          | Primo cittadino     | Partito                                                        | Carica      | Note   |
| -------------- | ---------------- | ------------------- | -------------------------------------------------------------- | ----------- | ------ |
| 26 giugno 1985 | 5 giugno 1990    | Alessandro Frisullo | Partito Comunista Italiano                                     | Sindaco     | [ 19 ] |
| 5 giugno 1990  | 23 dicembre 1992 | Alessandro Frisullo | Partito Democratico della Sinistra, Partito Comunista Italiano | Sindaco     | [ 19 ] |
| 5 gennaio 1993 | 8 gennaio 1994   | Salvatore Chirivì   | Partito Socialista Italiano                                    | Sindaco     | [ 19 ] |
| 8 gennaio 1994 | 27 giugno 1994   | Fabio Colapinto     |                                                                | Comm. pref. | [ 19 ] |
| 27 giugno 1994 | 25 maggio 1998   | Mauro Sbocchi       | Partito Popolare Italiano                                      | Sindaco     | [ 19 ] |
| 25 maggio 1998 | 28 maggio 2002   | Mauro Sbocchi       | centro-destra                                                  | Sindaco     | [ 19 ] |
| 28 maggio 2002 | 29 maggio 2007   | Donato Amato        | lista civica                                                   | Sindaco     | [ 19 ] |
| 29 maggio 2007 | 7 maggio 2012    | Donato Amato        | lista civica                                                   | Sindaco     | [ 19 ] |
| 7 maggio 2012  | 11 giugno 2017   | Antonio Zacheo      | lista civica                                                   | Sindaco     | [ 19 ] |
| 11 giugno 2017 | 12 giugno 2022   | Roberto Casaluci    | lista civica                                                   | Sindaco     | [ 19 ] |
| 12 giugno 2022 | in carica        | Roberto Casaluci    | lista civica                                                   | Sindaco     | [ 19 ] |

## Sport

### Calcio
La principale società calcistica cittadina è l'Asd La Torre Castrignano, militante nel campionato di Terza Categoria pugliese. La squadra disputa le partite casalinghe al campo sportivo comunale La Torre, che ospita anche le partite interne del Lecce Women, compagine di calcio femminile dell'US Lecce.